# Сектор Газа (альбом, 1993)
«Сектор Газа» — седьмой официальный (девятый оригинальный) студийный альбом одноимённой российской рок-группы, записанный в марте 1993 года в воронежской студии «Black Box».

## Об альбоме
Альбом выходил в двух вариантах: на лейбле «BECAR Records», не для продажи в г. Москве, и на лейбле «REC Records» — с изменённым трек-листом без трека № 15 («Представление альбомов»).
В 1997 году из-за авторских прав на альбом, принадлежащих не студии Gala Records, a Becar Records/REC Records, он был перезаписан как ремейк-альбом, в котором инструментальная часть претерпела значительные изменения: хард-роковое гитарное звучание было разбавлено более индустриальным и синтезаторным.

## Список композиций
| №                   | Название                  | Длительность |
| ------------------- | ------------------------- | ------------ |
| 1.                  | «Вступление»              | 1:45         |
| 2.                  | «Сектор Газа»             | 4:01         |
| 3.                  | «Ангел секса»             | 2:59         |
| 4.                  | «Авто-мат»                | 3:33         |
| 5.                  | «Я мочился в ночь»        | 2:20         |
| 6.                  | «Эстрадная песня»         | 1:59         |
| 7.                  | «Аборт или роды»          | 2:24         |
| 8.                  | «Самогонщики»             | 2:25         |
| 9.                  | «Спокойной ночи, малыши!» | 2:59         |
| 10.                 | «Я — мразь»               | 1:51         |
| 11.                 | «Сумасшедший труп»        | 2:05         |
| 12.                 | «Подкуп»                  | 2:23         |
| 13.                 | «Дураки»                  | 2:06         |
| 14.                 | «Война»                   | 4:21         |
| 15.                 | «Представление альбомов»  | 5:20         |
| Общая длительность: | Общая длительность:       | 42:31        |

„“== Дополнительная информация ==
- В песне «Аборт или роды» для припева использовалась цитата песни «Воля и разум» из репертуара рок-групп «Ария» и «Мастер», а также гитарный рифф из песни «Rock 'n' Roll Damnation» группы «AC/DC».
- В песне «Ангел секса» в качестве вступления и первого проигрыша после припева был использован мотив основного саундтрека к фильму «Джентльмены удачи» (1971)
- Композиция «Эстрадная песня» отсылает к расхожим эстрадным шлягерам, певцам и ВИА 80-х годов XX века. В противовес эстраде упоминаются  названия советских рок-групп: "Кино", "Алиса", «Облачный край", "АВИА", "Звуки Му", «Кофе», «Чайф», «Ноль», «Зоопарк», «Ночной проспект», «Гражданская оборона».
- В композиции «Представление альбомов» в качестве фоновой музыки использован саундтрек финальных титров кинофильма «Коготь тигра» (1991).
- Вместо «живых» ударных и бас-гитары в записи использовался синтезатор Roland D-20, звуковой модуль E-mu Proteus 1.
- Из-за того, что Юрий (Хой) Клинских не контролировал типографский процесс, в буклетах кассет, пластинок и дисков, из года в год печаталась недостоверная информация: неверный состав группы, публиковались фотографии не соответствующие хронологии, кое-где перепутаны даты и имена. В буклете этого альбома также были подобные ошибки.

## Участники записи
- Юрий (Хой) Клинских — лидер-вокал, бэк-вокал
- Игорь (Егор) Жирнов — лидер-гитара
- Сергей Тупикин — бас-гитара
- Александр Якушев — ударные

## Сектор Газа (альбом 1997 года)
Альбом является ремейком одноимёного альбома, записанного в 1993 году в воронежской студии «Black Box», и содержит новое звучание песен, написанные во второй половине 80-х годов.
...В этом альбоме представлены песни из самого первого альбома группы, записанного в 1987 году*. Десять лет спустя, благодаря новым технологиям звукозаписи, мы подарили им новую жизнь...Юрий «Хой» Клинских, вступление к альбому «Сектор Газа» 1997 года
* Примечание. Возможно, оговорка/опечатка самого Юрия Хоя, либо имелись в виду ещё более ранние демозаписи.
В отличие от магнитоальбома «Плуги-вуги» 1989 года, этот альбом включает в себя также песни и из другого магнитоальбома — «Колхозный панк» 1989 года, и превосходит ранние версии по качеству записи. В отличие от альбома 1993 года, где преобладали хард-роковые гитарные риффы, этот альбом имеет иной замысел звучания — здесь преобладает синтезаторно-индустриальный звук. Кроме того, в этот альбом не вошли треки «Вступление» и «Представление альбомов», которые присутствовали в альбоме «Сектор Газа» 1993 года.
Альбом был издан в рамках серии «Коллекция» (декабрь 1997 года), не имеет оригинальной обложки и единственный альбом в этой серии без ремиксов. Последний прижизненный альбом Юры Клинских.

### Список композиций
| №   | Название                  | Длительность |
| --- | ------------------------- | ------------ |
| 1.  | «Сектор Газа»             | 3:39         |
| 2.  | «Ангел секса»             | 3:11         |
| 3.  | «Авто-мат»                | 3:17         |
| 4.  | «Я мочился в ночь»        | 2:11         |
| 5.  | «Эстрадная песня»         | 1:57         |
| 6.  | «Аборт или роды»          | 2:07         |
| 7.  | «Самогонщики»             | 2:40         |
| 8.  | «Спокойной ночи, малыши!» | 3:02         |
| 9.  | «Я — мразь»               | 2:23         |
| 10. | «Сумасшедший труп»        | 2:05         |
| 11. | «Подкуп»                  | 2:25         |
| 12. | «Дураки»                  | 2:04         |
| 13. | «Война»                   | 3:48         |

## Участники записи
| - Юрий Клинских — вокал, гитара, секвенсор - Игорь Жирнов — лидер-гитара - Алексей Брянцев (DJ Крот) — программирование | - Андрей Дельцов — звукорежиссура |

## Кавер-версии
- Песня «Подкуп» была записана в 2005 году группой Азон для трибьюта Сектору Газа.